# Hendrick de Clerck

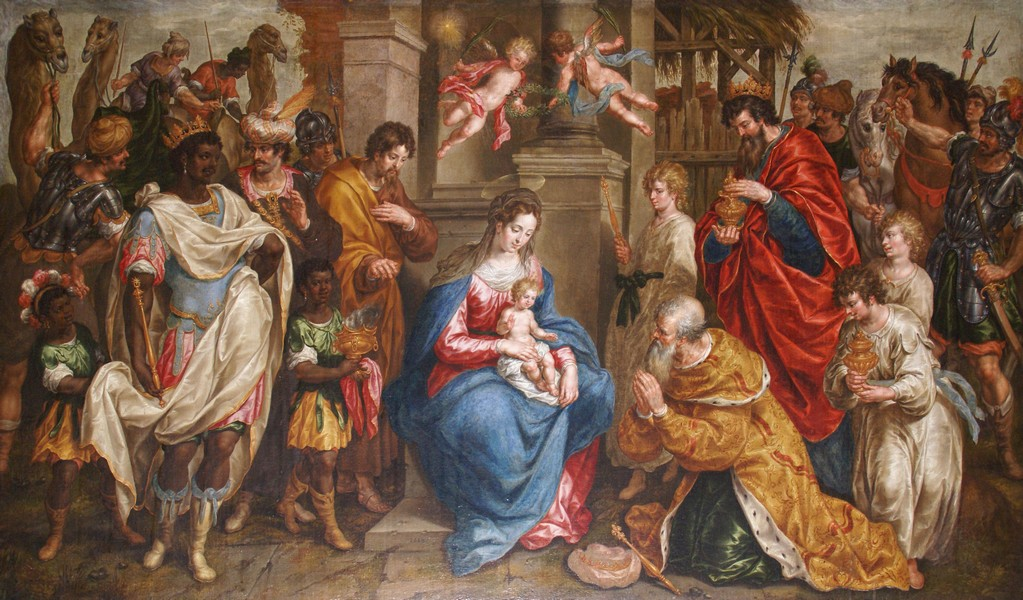
Adoracja Trzech Króli

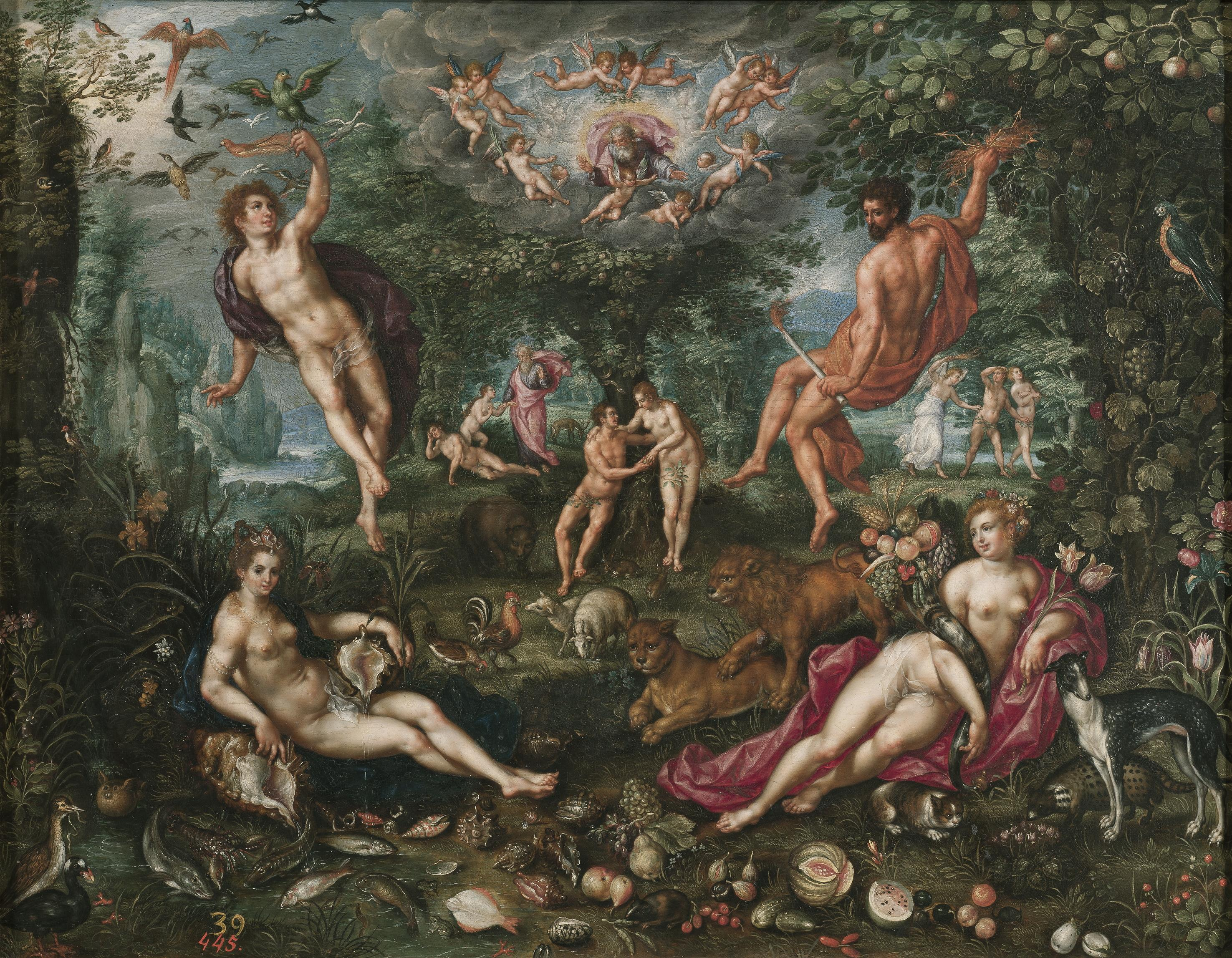
Raj, ok. 1620

Hendrick de Clerck (ur. ok. 1560 w Brukseli, zm. 27 sierpnia 1630 tamże) – flamandzki malarz barokowy.
Był uczniem Martena de Vosa, w młodości odwiedził Włochy, ale większą część życia pracował w Brukseli, wykonując zlecenia miejscowej szlachty i patrycjuszy. Był malarzem nadwornym arcyksięcia Ernesta Habsburga, a po jego śmierci Albrechta VII i Izabelli Habsburg.
Hendrick de Clerck specjalizował się w malarstwie gabinetowym, tworzył małe ale efektowne kompozycje o tematyce religijnej, mitologicznej i alegorycznej. Był też wykonawcą dekoracji kościelnych, malował tryptyki i malowidła ołtarzowe. Często współpracował z innymi artystami, wykonując kompozycje figuralne na ich obrazach (np. dla Abrahama Govaertsa, Jana Brueghla starszego i Denisa van Alsloota). Pod względem stylistycznym jego twórczość zaliczana jest do schyłkowego manieryzmu flamandzkiego.